# N,N-dietiletilendiamina
La N,N-dietiletilendiamina, también conocida como N,N-dietil-1,2-etanodiamina y 2-aminoetildietilamina, es una diamina de fórmula molecular C6H16N2. Es isómera de la hexametilendiamina, pero mientras ésta tiene los dos grupos amino en los extremos —primarios—, en la N,N-dietiletilendiamina hay un único grupo amino primario, el otro es terciario. Otro isómero de nombre casi idéntico, la N,N'-dietiletilendiamina —nótese la diferencia en el segundo nitrógeno—, contiene dos grupos aminos secundarios.

## Propiedades físicas y químicas
La N,N-dietiletilendiamina es un líquido incoloro o de color amarillo pálido.
Tiene su punto de ebullición a 148 °C mientras que su punto de fusión es inferior a -70 °C, temperatura notablemente más baja que el de otros isómeros como 1,6-hexanodiamina o N,N'-dietiletilendiamina.
Posee una densidad de 0,825 g/cm³, inferior a la del agua, siendo su tensión superficial 30,5 ± 3,0 dina/cm.
Es un líquido soluble en agua (en proporción aproximada de 700 g/L), aunque el valor del logaritmo de su coeficiente de reparto, logP = 0,21, indica que su solubilidad es mayor en disolventes hidrófobos que en disolventes hidrófilos.

## Síntesis y usos
La N,N-dietiletilendiamina se sintetiza partiendo del acrilonitrilo a través del aminoacetonitrilo o también por reducción de N-bencil-N',N'-dietiletano-1,2-diamina con hidrógeno gaseoso en presencia de paladio/carbono.
De igual manera, esta diamina puede obtenerse por oxidación anódica de N,N,N',N'-tetraetiletilendiamina, proceso llevado a cabo por voltametría cíclica y electrólisis de potencial controlado en una disolución tampón de carbonato a pH = 10; la variación de potencial permite obtener otras aminas como dietilamina o N,N,N'-trietil-1,2-etanodiamina.
Por otra parte, la N,N-dietiletilendiamina se utiliza en la síntesis del suavizante BCH y de la sapamina CH, empleada como suavizante en la industria textil.
La N,N-dietiletilendiamina se emplea en la fabricación de medicamentos antipalúdicos. Además se ha observado que inhibe la apoptosis —destrucción o muerte celular programada o provocada por el mismo organismo— a través de una ruta dependiente de la caspasa-3.
Este compuesto fue utilizado en la amidación oxidativa de diésteres de fosfonato de hidrógeno en la síntesis de oligonucleótidos. También se usa para desarrollar tanto el PET identificado con melanina como los agentes usados en la técnica tomográfica SPECT para el tratamiento de melanoma.

## Precauciones
Al igual que otras aminas, la N,N-dietiletilendiamina es un compuesto inflamable, teniendo su punto de inflamabilidad a 30 °C. Es una sustancia tóxica por contacto, pudiendo ocasionar quemaduras severas en piel y ojos.